# 中華民國—阿拉伯聯合大公國關係
中華民國與阿拉伯联合酋长国（通稱阿聯）無正式外交關係，中華民國目前在阿聯第1大城杜拜設立具總領事館功能的代表機構。

## 政治

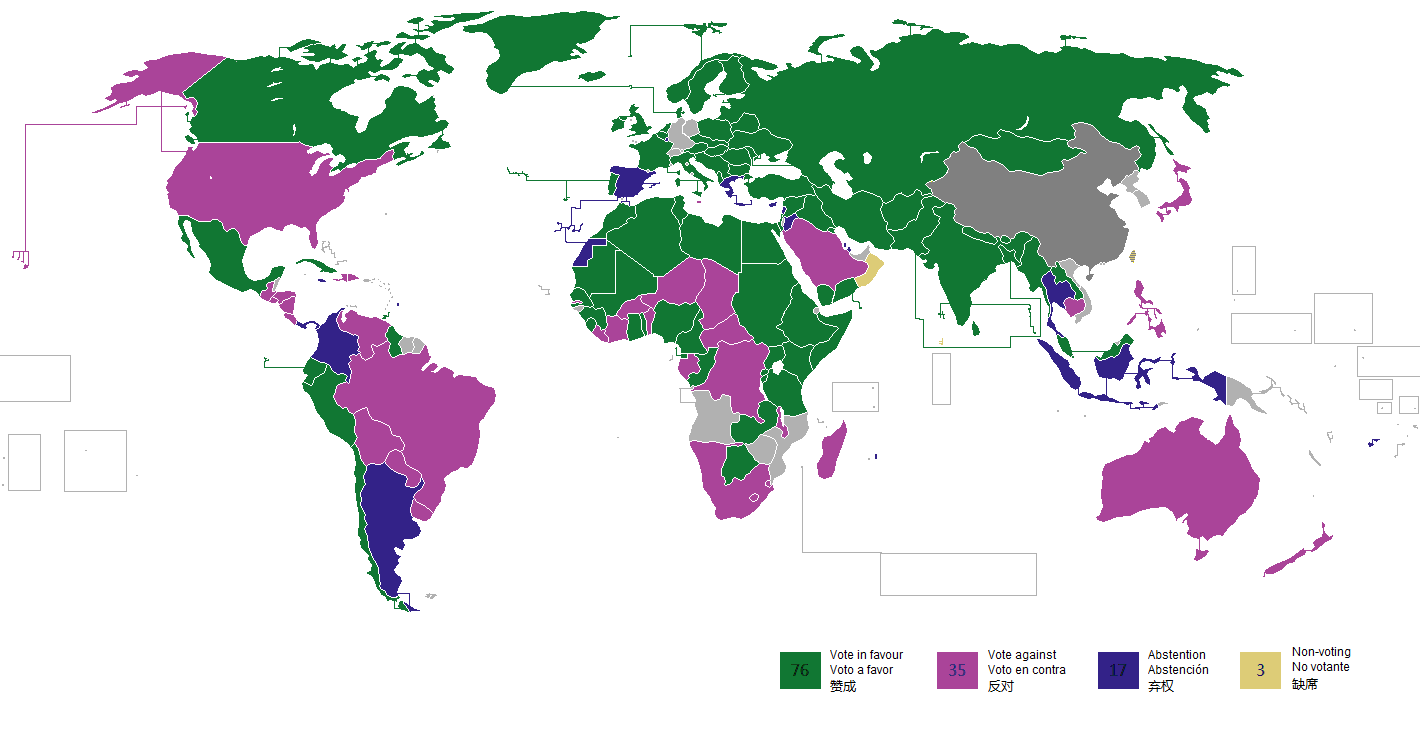
灰色國家表示非聯合國會員國，阿拉伯聯合大公國當時尚未獨立，因此不能對中華民國續留聯合國一案參與投票，即《聯合國大會2758號決議》。

### 外交
1971年12月2日，中華民國在阿拉伯聯合大公國獨立時即予以外交承認。
1995年4月1日，中華民國總統李登輝抵達阿拉伯聯合大公國首都阿布達比，展開中東之旅第一站的非正式訪問行程。
2005年9月30日，總統陳水扁在中美洲行程結束後到阿布扎比進行過境訪問，在當地受到元首級接待。2006年5月，陳水扁专机第二次在阿布扎比短暂停留。
2006年1月5日，中華民國外交部長陳唐山以總統特使身份前往阿聯，弔唁該國副總統兼迪拜酋长国總督馬克圖姆。
2012年4月，總統馬英九於出訪非洲邦交國時，往返皆在杜拜過境，進行技術性加油。
2019年8月，阿聯的阿布達比酋長國親王、阿布達比主權基金董事局主席哈列德抵台訪問。

### 代表機構
1979年5月1日，中華民國於阿拉伯聯合大公國第1大城設立駐杜拜名譽領事館。
1980年7月11日，升格為駐杜拜名譽總領事館。
1984年11月1日，阿聯與中华人民共和国建交。1988年5月，阿聯同意將名譽總領事館改制為中華民國駐阿拉伯聯合大公國杜拜商務辦事處（Commercial Office of the Republic of China to Dubai, United Arab Emirates），是少數在非邦交國使用中華民國國號的駐外機構。
2017年6月14日，中華民國外交部表示，因受到中國大陸施壓，已改名駐杜拜臺北商務辦事處（The Commercial Office of Taipei, Dubai, U.A.E.）。

## 經濟

### 貿易
中華民國對外貿易發展協會（外貿協會）於阿拉伯聯合大公國第1大城杜拜設立台灣貿易中心。
台湾清真产业品质保证推广协会（THIDA）所核發的清真認證（Halal），於2014年獲得阿拉伯聯合大公國政府認可。
| 年分 | 貿易總額      | 貿易總額 | 貿易總額 | 出口至阿聯    | 出口至阿聯 | 出口至阿聯 | 自阿聯進口    | 自阿聯進口 | 自阿聯進口 | 順逆差 |
| 年分 | 金額          | 年增減   | 排名     | 金額          | 年增減     | 排名       | 金額          | 年增減     | 排名       | 順逆差 |
| ---- | ------------- | -------- | -------- | ------------- | ---------- | ---------- | ------------- | ---------- | ---------- | ------ |
| 2017 | 5,201,864,320 | ▲37.1%   | 19       | 1,335,865,830 | ▲5.5%      | 23         | 3,865,998,490 | ▲52.9%     | 13         | 逆差▲  |
| 2018 | 5,856,427,637 | ▲12.6%   | 18       | 1,249,840,953 | ▼6.4%      | 24         | 4,606,586,684 | ▲19.2%     | 12         | 逆差▲  |
| 2019 | 6,108,391,530 | ▲4.3%    | 16       | 1,508,099,238 | ▲20.7%     | 21         | 4,600,292,292 | ▼0.1%      | 13         | 逆差▼  |
| 2020 | 3,993,932,765 | ▼34.6%   | 22       | 1,163,666,847 | ▼22.8%     | 22         | 2,830,265,918 | ▼38.5%     | 17         | 逆差▼  |
| 2021 | 6,305,021,358 | ▲57.9%   | 20       | 1,364,797,153 | ▲17.3%     | 25         | 4,940,224,205 | ▲74.6%     | 16         | 逆差▲  |
| 2022 | 8,004,663,170 | ▲27.0%   | 18       | 1,418,476,439 | ▲3.9%      | 25         | 6,586,186,731 | ▲33.3%     | 15         | 逆差▲  |
| 2023 | 5,126,366,297 | ▼36.0%   | 22       | 1,556,071,832 | ▲9.7%      | 22         | 3,570,294,465 | ▼45.8%     | 19         | 逆差▼  |
| 2024 | 5,631,753,290 | ▲9.9%    | 22       | 1,640,524,471 | ▲5.4%      | 23         | 3,991,228,819 | ▲11.8%     | 18         | 逆差▲  |

2023年的兩國貿易項目如下：
出口至阿聯的前10大項目為：電話機（包括智能手机），以及其他傳輸或接收聲音、圖像之有線或无线网络通訊器具；小客車與其他主要設計供載客之機動車輛；石油與提自瀝青礦物之油類（原油除外）、以石油或瀝青質礦物為基本成份之未列名製品、廢油；自動資料處理機、磁性或光學閱讀機；機動車輛所用之零件與附件；高溫蒸馏煤焦油所得之油類；碟片、磁带、固態非揮發性儲存裝置、智慧卡與其他錄音或錄製之媒體；熱軋之铁或非合金鋼扁軋製品；不鏽鋼扁軋製品；特定用途機器之零件與附件等。
自阿聯進口的前10大項目為：石油原油與自瀝青質礦物提出之原油；石油與提自瀝青礦物之油類（原油除外）、以石油或瀝青質礦物為基本成份之未列名製品、廢油；未經塑性加工铝；石油氣與其他氣態碳氫化合物；乙烯之聚合物；铜廢料與碎屑；丙烯或其他烯烃之聚合物；石油焦、石油瀝青與其他石油殘渣；半導體裝置、光敏半導體裝置、發光二極體、已裝妥之压电晶体；雪茄、呂宋菸、小雪茄菸與紙菸等。

### 投資
根據中華民國經濟部投資審議司統計，截至2022年，台商在阿拉伯聯合大公國的投資件數共11件，總投資金額約956.7萬美元；阿聯在臺灣的投資件數共23件，總投資金額約461.2萬美元。
台商在阿聯經營的產業以電腦業、通訊業、海運業以及餐飲業為主。電腦業、通訊業一般皆設廠在自由貿易區內，其他行業則依其業務需要分設於該國境內，經營方式一般為設立發貨倉庫直接配銷或轉口。臺灣餐飲業者鼎泰豐於2016年在杜拜開設首間分店，至2022年已開設第5間。外貿協會於2016年在傑貝阿里自由貿易區成立「中东市場行銷企业孵化器」，協助臺商於初次前往阿聯時，可快速便利設立公司以拓展中東地區市場。目前在阿聯無臺灣的金融機構。
臺灣銷往中東地區的產品以資通訊、汽車零配件為最大宗，華碩、宏碁、明基電通、晶睿通訊、正新輪胎、威聯通科技、車美仕（Carmax）、漢鐘精機（Hanbell Precise Machinery）等皆在杜拜自由貿易區內設立公司或發貨倉庫，業務範圍除涵蓋中東鄰近國家，亦達北非與中亚國家。
2019年8月，阿聯的阿布達比酋長國親王、阿布達比主權基金董事局主席哈列德抵台參與首屆「2019Holyland國際電競生態系暨5G應用高峰會」，並與安妮時代文創開發控股集團簽署投資協議，主要投資文創產業與極限電競，另外也成立文創電競基金，將共同投資全球電競生態系、極限電競頻道、文化金融等。

### 會展
由於杜拜已成為波斯灣地區各項國際展覽的中心，每年吸引台商組團前往參加如塑膠機械、食品、電腦及電子消費用品、五金建材及家具、安全器材、醫療、旅遊、紙類應用、美容；太陽能、電力、照明及能源等大型商展。並由外貿協會、行政院農業委員會等單位協助台商前往辦理「台灣精品發表會」、「醫療業務健檢推薦會」等拓銷推廣活動。

## 協定
| 日期          | 簽署 | 備註   |
| ------------- | --- | ------ |
| 1995年9月19日 | 《中華民國交通部民航局與阿拉伯聯合大公國阿布達比民航局交換航權協定》                                                                          | [ 26 ] |
| 2005年10月1日 | 《中華民國交通部觀光局與阿拉伯聯合大公國阿布達比觀光局合作瞭解備忘錄》 《臺灣國家科學委員會與阿布達比應用技術研究所科學暨教育合作瞭解備忘錄》 |        |
| 2008年11月5日 | 《臺灣金融監督管理委員會與杜拜金融服務總署瞭解備忘錄》                                                                                        |        |

## 簽證

持中華民國護照的中華民國國民簽證要求分布圖：入境阿拉伯聯合大公國可以電子簽證。

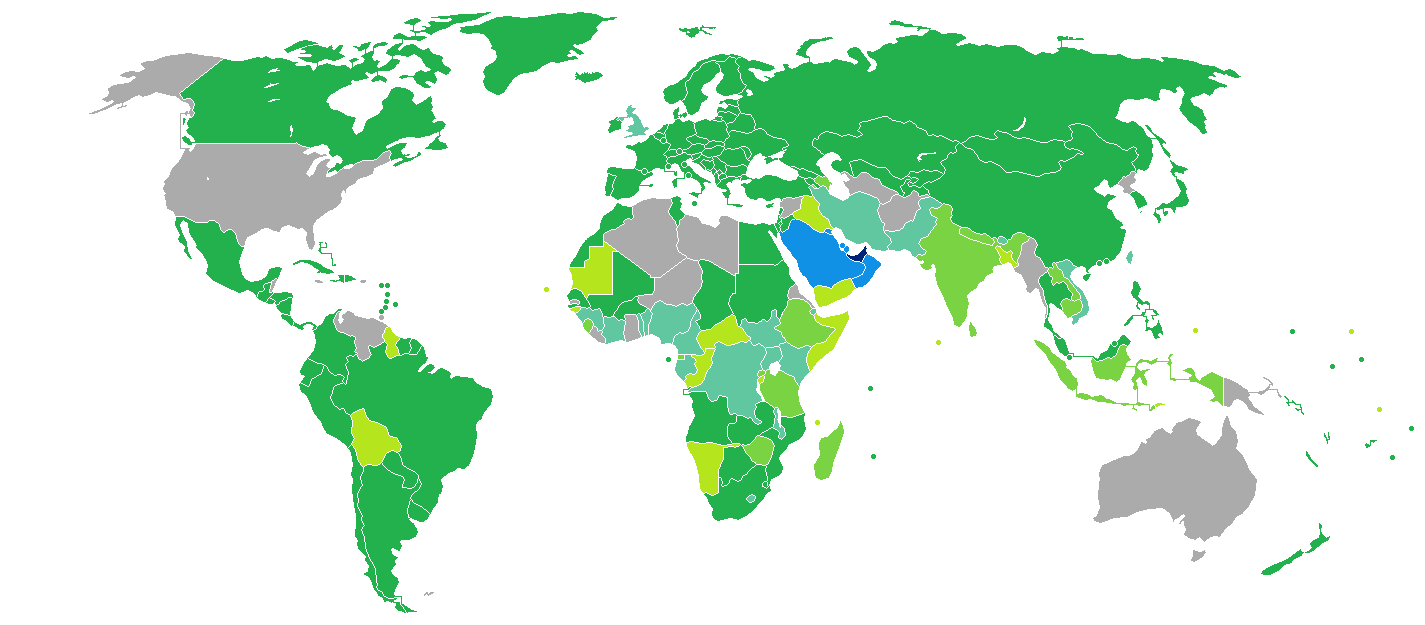
持阿拉伯聯合大公國護照的阿拉伯聯合大公國人口簽證要求分布圖：入境中華民國可以電子簽證。

兩國國民皆須申請簽證方可入境對方國家。持有中華民國護照的中華民國國民可委託阿拉伯聯合大公國的國籍航空公司、擔保人（旅行社或公司）至該國內政部移民局網站申請觀光或訪問電子簽證入境阿聯。若全程搭乘阿聯酋航空經杜拜轉機，可申請最多96小時的過境簽證，無入境則無需申辦。
持阿拉伯聯合大公國護照的阿聯國民也可以電子簽證入境中華民國，停留最多30天並不得延期。

## 交通

### 航空
2006年4月，中華航空開闢中正國際機場（臺北）↔阿布達比國際機場航線。中華民國外交部長黃志芳及交通部長郭瑤琪前往阿布達比，參加華航的首航慶祝酒會。但目前已停航。
2014年2月10日，阿聯酋航空開闢臺灣桃園國際機場（台北）↔杜拜國際機場間的每日直飛客運航班，成為首家直航臺灣的中東籍國家航空公司，採用波音777-300ER之廣體客機服務；2015年7月19日，阿聯酋航空首度以空中巴士A380客機飛往台灣，比波音777-300ER座位數多近40%。
雙邊有定期航班來往的城市如下（截至2023年6月26日）：

#### 客運
| 中華民國 | 阿联酋                  |
| -------- | ----------------------- |
| 臺北     | 杜拜-國際（阿聯酋航空） |

#### 貨運
| 中華民國 | 阿联酋                                                                |
| -------- | --------------------------------------------------------------------- |
| 臺北     | 杜拜-阿勒馬克圖姆（中華航空貨運、阿联酋货运航空、卢森堡国际货运航空） |

#### 事件
2017年5月30日，阿聯酋航空（以下稱 Emirates）發函內部電子郵件，為增開亞洲尤其是中華人民共和國的航班並因應「一個中國政策」，要求中華民國籍空服員執勤時，在圍裙上移除中華民國國旗徽章並改配戴中華人民共和國國旗徽章，此舉引發台灣空服員反彈。對此，中華民國外交部訓令駐杜拜辦事處向Emirates總部抗議，隨後，Emirates再表示先前決定是「不恰當」、「不正確」的，要求台灣空服員暫時移除國旗徽章，在下一步指示之前不需配戴任何徽章。並表示，現在空服員不管來自哪裡都不需要配戴國旗徽章，但Emirates沒有說明這是整個公司的制服政策改變，或是特別針對台灣空服員。31日，駐處代表前往Emirates總部交涉，表達嚴正立場；另在台北約見Emirates駐臺辦公室人員，瞭解本案經過，並表達不滿與抗議。此事件中，有不少兩岸網民在Emirates的Facebook粉絲專頁上留下正反意見。
2020年3月14日，對於2019冠状病毒病疫情在全球擴散，中華民國衛生福利部的中央流行疫情指揮中心將阿拉伯聯合大公國升級為「第三級警告」：避免至當地所有非必要旅遊。阿聯酋航空宣布自3月16日起暫停雙邊客運航班，後於6月17日起恢復客運航班。

### 駕車
持有觀光簽證與中華民國國際駕駛執照可在阿拉伯聯合大公國租車駕駛，已獲發居留證者必須參加駕訓班，並通過筆試及路考方可駕車。

## 外部連結
- 中華民國外交部－阿拉伯聯合大公國簡介 （页面存档备份，存于）
- 駐杜拜台北商務辦事處（Facebook、Twitter）
- 外交部領事事務局－國外旅遊警示分級表
- 中華民國衛生福利部－國際旅遊疫情建議等級
- 中華民國國際經濟合作協會 （页面存档备份，存于）
- 杜拜臺灣貿易中心（Facebook）
- 阿聯臺灣華僑聯誼會的Facebook專頁
- 阿聯的臺灣人的Facebook專頁